# Lipariscus
Lipariscus is een monotypisch geslacht van straalvinnige vissen uit de familie van slakdolven (Liparidae).

## Soort
- Lipariscus nanus Gilbert, 1915